# Dankler
Dankler Luis de Jesus Pereira, né le 24 janvier 1992 à Salvador (Bahia), est un footballeur brésilien évoluant au Shijiazhuang Gongfu FC en Ligue Jia. 

## Carrière

### Vitoria
Dankler est formé à l'Esporte Clube Vitória. Il fait ses débuts professionnels en 2011 contre Paraná Clube. Le 21 juillet 2012, il connait sa première titularisation contre le Clube Atlético Paranaense. Il est finaliste du Campeonato Baiano en 2011 et 2012.

### Botafogo et Joinville
En juillet 2013, il signe un contrat de deux ans avec le club de Botafogo. Le 5 octobre 2013, il a fait ses débuts en série A avec le Botafogo contre Grêmio. En 2015, il est prêté à Joinville, le 10 mai 2015 il joue son premier match officiel avec son nouveau club contre Fluminense, le 7 juin 2015 il connaît sa première titularisation contre Corinthians durant son prêt il a joué dix rencontres. Il participe avec ces deux équipes à la Copa Libertadores et à la Copa Sudamericana.

### Estoril
En 2016, il signe un contrat avec Estoril jusqu'en 2019 et joue ses premières minutes de jeu le 15 août 2016. Le 20 août 2016 il est titulaire contre le FC Porto. Le 23 septembre 2016 il est titulaire contre le Sporting Clube de Portugal. Le 28 janvier 2017, il réduit le score contre le FC Porto. Le 29 avril 2017, il est titulaire contre le Benfica Lisbonne. Lors de sa première saison, il joue 31 rencontres toutes compétitions confondues, pour un seul but marqué.

### Racing club de Lens
Le 24 juillet il passe sa visite médicale au Racing Club de Lens, le 25 juillet il signe son contrat, prêté avec option d'achat par le club Estoril qui évolue au Liga Nos (Ligue 1 Portugaise). Après 6 mois passés dans l'Artois et des prestations en demi-teinte, le contrat du défenseur central est résilié et Dankler retourne dans le club auquel il appartient. Cette rupture de prêt s'explique par la volonté d'Estoril de renforcer une défense au plus mal alors que le RC Lens souhaite dégraisser son effectif.

## Palmarès
- Esporte Clube Vitória :
  - Finaliste de la Campeonato Baiano en 2011 et 2012[1]

- Botafogo : 
  - Vainqueur de la Coupe Guanabara en 2015

- Vissel Kobe
  - Vainqueur de la Coupe du Japon de football 2019
  - Vainqueur de la Supercoupe du Japon de football : en 2020